# Дуглас (Аризона)
Дуглас (англ. Douglas) — місто (англ. city) в США, в окрузі Кочіс штату Аризона. Населення — 16 534 особи (2020).

## Географія
Дуглас розташований за координатами 31°23′57″ пн. ш. 109°32′29″ зх. д. / 31.39917° пн. ш. 109.54139° зх. д. (31.399274, -109.541292). За даними Бюро перепису населення США в 2010 році місто мало площу 25,85 км², з яких 25,85 км² — суходіл та 0,00 км² — водойми.

### Клімат
Місто знаходиться у зоні, котра характеризується кліматом тропічних степів. Найтепліший місяць — липень із середньою температурою 26.1 °C (79 °F). Найхолодніший місяць — січень, із середньою температурою 7.2 °С (45 °F).
| Клімат Дугласа          | Клімат Дугласа | Клімат Дугласа | Клімат Дугласа | Клімат Дугласа | Клімат Дугласа | Клімат Дугласа | Клімат Дугласа | Клімат Дугласа | Клімат Дугласа | Клімат Дугласа | Клімат Дугласа | Клімат Дугласа | Клімат Дугласа |
| Показник                | Січ.           | Лют.           | Бер.           | Квіт.          | Трав.          | Черв.          | Лип.           | Серп.          | Вер.           | Жовт.          | Лист.          | Груд.          | Рік            |
| Абсолютний максимум, °C | 27             | 30             | 31             | 32             | 38             | 41             | 41             | 38             | 38             | 34             | 27             | 27             | 41             |
| Середній максимум, °C   | 16             | 17             | 21             | 25             | 30             | 35             | 33             | 32             | 32             | 27             | 20             | 17             | 25             |
| Середня температура, °C | 7              | 8              | 11             | 15             | 20             | 25             | 25             | 24             | 23             | 17             | 10             | 8              | 16             |
| Середній мінімум, °C    | −1             | −1             | 2              | 6              | 10             | 15             | 18             | 17             | 14             | 8              | 1              | −1             | 7              |
| Абсолютний мінімум, °C  | −14            | −11            | −10            | −3             | 0              | 5              | 12             | 11             | 5              | −2             | −10            | −12            | −14            |
| Норма опадів, мм        | 20             | 10             | 10             | 0              | 0              | 10             | 100            | 70             | 20             | 10             | 0              | 10             | 310            |
| Днів з дощем            | 2              | 1              | 1              | 0              | 0              | 1              | 8              | 6              | 1              | 1              | 1              | 1              | 29             |
| ----------------------- | -------------- | -------------- | -------------- | -------------- | -------------- | -------------- | -------------- | -------------- | -------------- | -------------- | -------------- | -------------- | -------------- |
| Джерело: Weatherbase    |                |                |                |                |                |                |                |                |                |                |                |                |                |

## Історія

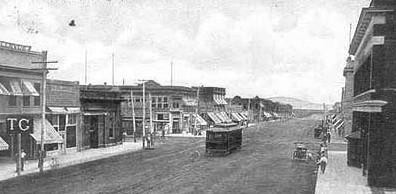
Дуглас в 1900

Дуглас був заснований в 1901 році, і згодом був зареєстрований в 1905 році. Дуглас був вперше створений як місце проживання для працюючих на мідних рудниках у Бісбі, штат Аризона. Місто названо на честь піонера видобутку Джеймса Дугласа. Два мідеплавильних заводи експлуатуються в місті.
Область також має історію розведення великої рогатої худоби і сільського господарства, починаючи з 1800-х років, яке продовжує процвітати донині.

## Історичні пам'ятки
До історичних пам'яток в місті Дуглас належать готель «Ґадсден», Південнотихоокеанське залізничне депо і ранчо Слотер. В декількох хвилинах від міста знаходяться заказники Сан-Бернардіно і Національний заказник «Каньйон Леслі», у яких мешкають понад 283 види диких тварин.

## Демографія
Згідно з переписом 2010 року, у місті мешкало 17 378 осіб у 4986 домогосподарствах у складі 3662 родин. Густота населення становила 672 особи/км². Було 5652 помешкання (219/км²).
Расовий склад населення:
| - 68,2 % — білих - 2,8 % — чорних або афроамериканців - 1,7 % — корінних американців - 0,5 % — азіатів - 0,1 % — вихідців з тихоокеанських островів - 24,2 % — осіб інших рас |

До двох чи більше рас належало 2,6 %. Частка іспаномовних становила 82,6 % від усіх жителів.
За віковим діапазоном населення розподілялося таким чином: 28,2 % — особи молодші 18 років, 60,3 % — особи у віці 18—64 років, 11,5 % — особи у віці 65 років та старші. Медіана віку мешканця становила 32,2 року. На 100 осіб жіночої статі у місті припадало 120,7 чоловіків; на 100 жінок у віці від 18 років та старших — 127,4 чоловіків також старших 18 років.
Середній дохід на одне домашнє господарство становив 38 974 долари США (медіана — 27 975), а середній дохід на одну сім'ю — 42 370 доларів (медіана — 32 019). Медіана доходів становила 20 696 доларів для чоловіків та 27 002 долари для жінок. За межею бідності перебувало 32,0 % осіб, у тому числі 39,7 % дітей у віці до 18 років та 20,2 % осіб у віці 65 років та старших.
Цивільне працевлаштоване населення становило 2993 особи. Основні галузі зайнятості: освіта, охорона здоров'я та соціальна допомога — 28,1 %, публічна адміністрація — 16,9 %, роздрібна торгівля — 13,0 %, мистецтво, розваги та відпочинок — 9,2 %.

## Галерея

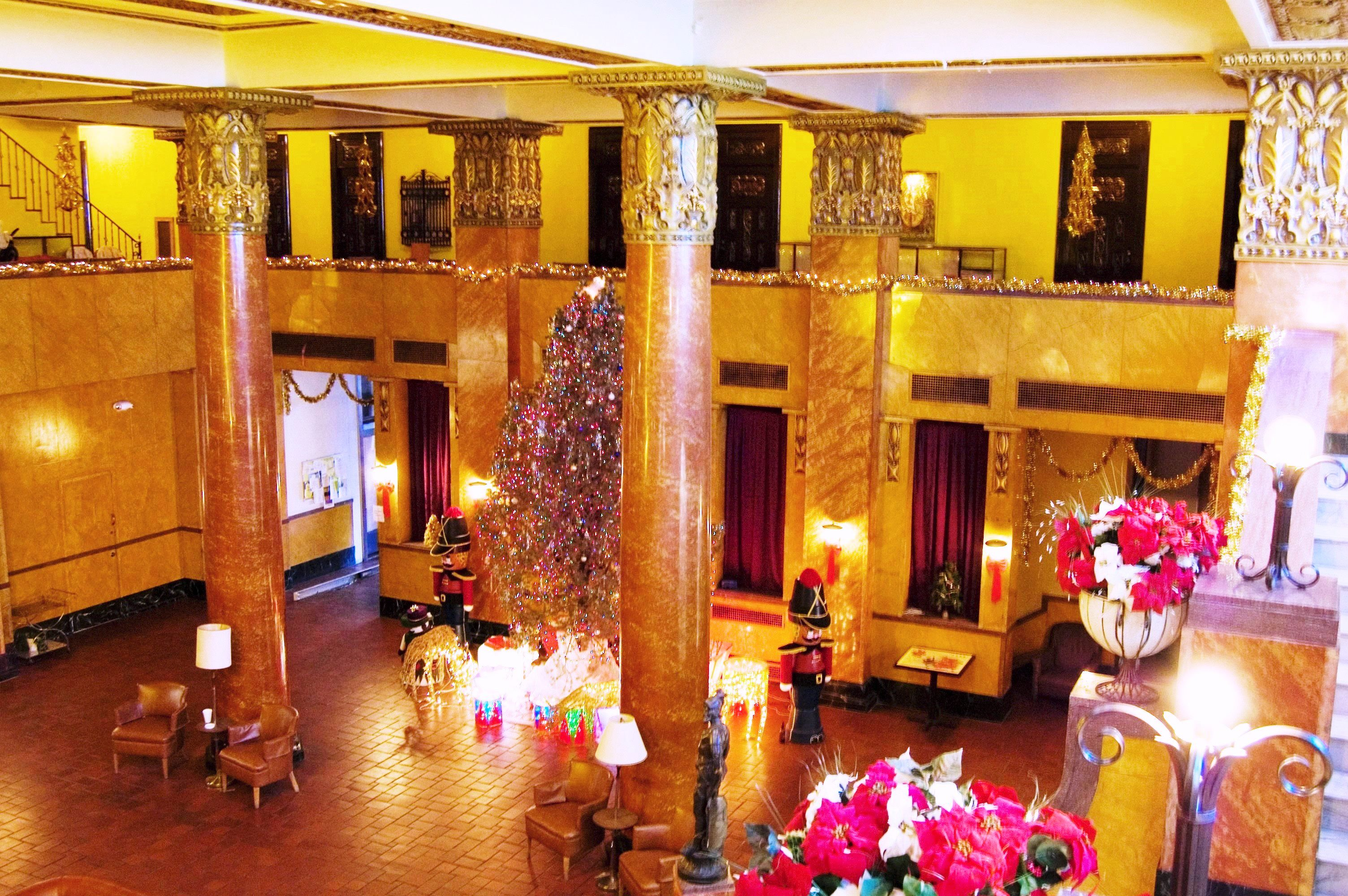
Готель «Ґадсден»
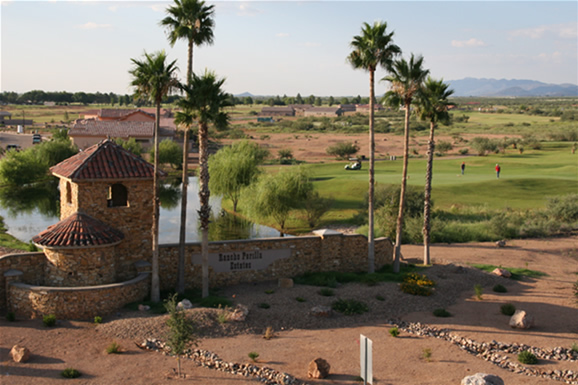
Ранчо «Perilla Estates»